# 로훌라 니크파이
로훌라 니크파이(파슈토어: روح‌الله نیکپای‎, 1987년 6월 15일~)는 아프가니스탄의 태권도 선수, 지도자이다. 아프가니스탄 최초의 올림픽 메달리스트이다.
10세 시절에 아프가니스탄 카불에서 훈련을 시작했으나 아프가니스탄 내전의 여파로 인하여 가족들과 함께 도시를 떠나서 이란의 아프가니스탄 난민촌에 정착했다. 무예 영화를 시청하면서 아프가니스탄 난민 태권도 선수단에 합류했고 2004년에 카불로 돌아오면서 아프가니스탄 정부의 훈련 과정에 참여했다. 2006년 도하 아시안 게임에서는 남자 태권도 58kg급 경기에 출전했으나 16강전에서 탈락했다.
2008년 베이징 하계 올림픽에서 남자 태권도 58kg급 경기에 출전하여 아프가니스탄 역사상 최초의 올림픽 메달을 획득했다. 아프가니스탄으로 귀국한 이후에는 공항 주변에서 많은 환영 인파가 몰렸고 하미드 카르자이 아프가니스탄 대통령은 그에게 주택, 자동차 등을 기념 선물로 주었다. 2012년 하계 올림픽에서는 남자 태권도 68kg급 경기에 출전하여 동메달을 획득했다.
니크파이는 2017년 현역에서 은퇴했다. 이후 2023년 뉴질랜드 태권도 국가대표팀 코치가 되었다.

## 같이 보기
- 2008년 하계 올림픽 아프가니스탄 선수단
- 2012년 하계 올림픽 아프가니스탄 선수단